# Omosudis lowii
Omosudis lowii – gatunek drapieżnej ryby oceanicznej z rodziny Omosudidae, której jest jedynym przedstawicielem. Czasami klasyfikowany w rodzinie żaglonowatych (Alepisauridae).
Gatunek głębokowodny, spotykany do 4000 m p.p.m., we wszystkich oceanach strefy tropikalnej i klimatu umiarkowanego. Zwykle przebywa na głębokościach od 100 do 1000 m.